# Ryoji Ikeda
Pour les articles homonymes, voir Ikeda.

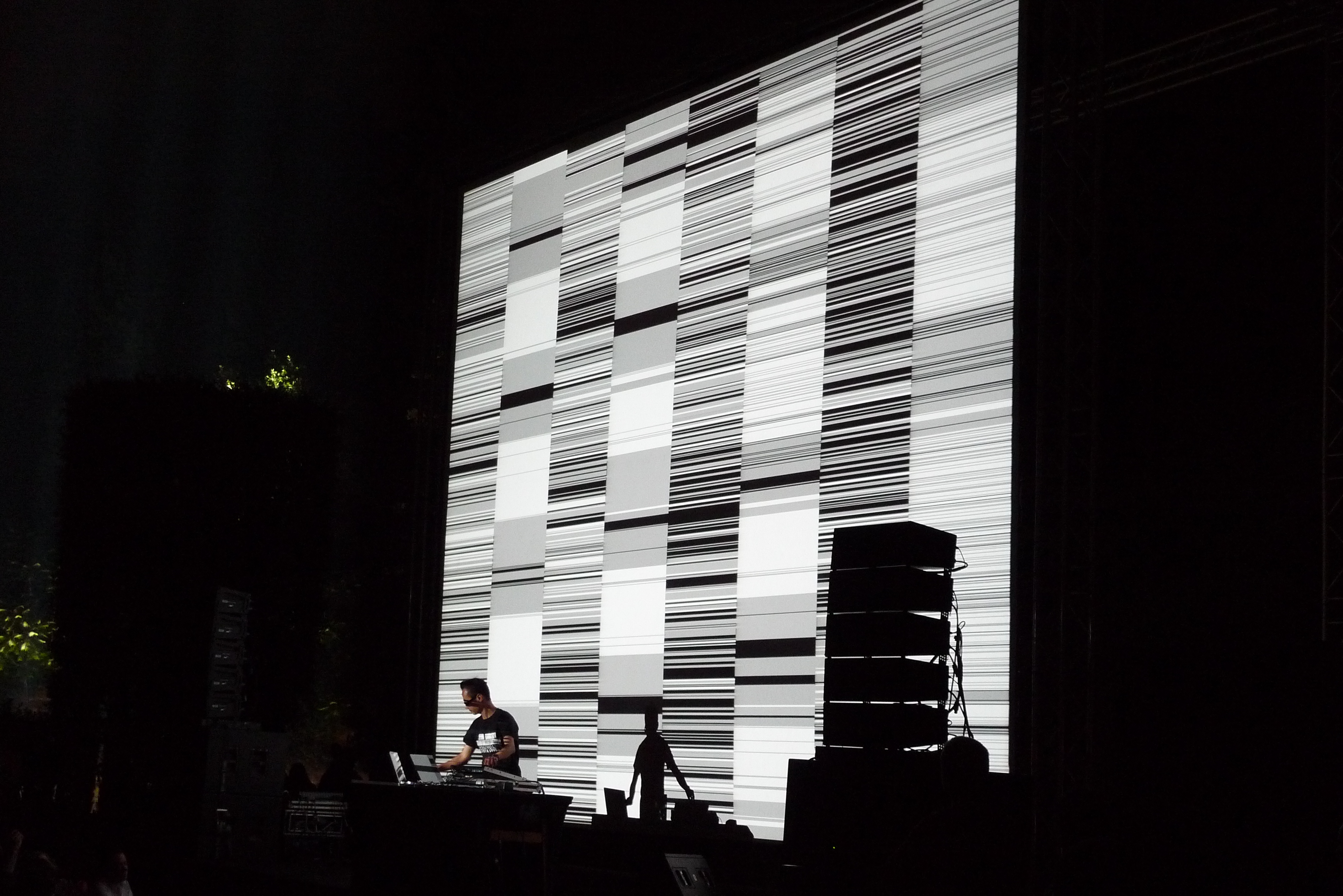
Ryoji Ikeda, Spectra.

Ryoji Ikeda (池田亮司) est un artiste sonore et visuel japonais. Il est né en 1966 à Gifu (Japon) et vit actuellement à Paris.

## Biographie
Ryoji Ikeda commence une carrière de DJ en 1990 et ouvre progressivement sa pratique à l’art sonore. Il se situe dans un domaine minimal électroacoustique, aux couleurs post-techno et IDM (Intelligent Dance Music). Il intègre très vite le collectif multimédia japonais Dumb Type, au sein duquel il intervient principalement en tant que musicien et crée le label CCI Recordings pour la distribution des enregistrements. C’est seulement en 1995 que paraît le premier disque de Ryoji Ikeda en solo, intitulé 1000 Fragments. Cet album est le début de représentations diverses en Europe, aux États-Unis ou au Japon. Elles sont de formes très variées, du spectacle à l’installation, en passant par les concerts ou les performances.
En 2001, il reçoit le prix Golden Nica du festival Ars Electronica à Linz (Autriche) pour son travail dans le domaine de la musique numérique, saluée pour sa précision millimétrique. Son nom n’a cessé de grossir pour faire de lui l’un des artistes sonores les plus intéressants de la scène minimaliste électronique.
Ses récentes installations qui empruntent entre autres à la logique mathématique (Spectra, V not equal to N) font cependant écho aux explorations annoncées par la fameuse exposition Les Immatériaux.

## Discographie
- 1000 Fragments (CCI Recordings, 1995)
- +/- (Touch, 1996)
- 0°C (Touch, 1998)
- 99 (1999) :: Variations For Modulated 440 Hz Sinewaves :: / 20' To 2000.March (Raster-Norton, 1999)
- Mort Aux Vaches (Mort Aux Vaches, 1999)
- Time And Space (Staalplaat, 1999)
- Matrix (Touch, 2001)
- Mort Aux Vaches, Second Edition (Vpro, 2002)
- Op. (Touch, 2002)
- Dataplex (Raster-Norton, 2005)
- Test Pattern (Raster-Noton, 2008)
- Dataphonics (Dis Voir, 2010)
- Supercodex (Raster-Noton, 2013)

## Vidéographie
- Formula (NTT Publishing, 2002)
- C⁴I (Forma, 2004)

## Monographie
- Formula [Book+DVD] (Forma, 2005)

## Expositions
- 2014 : Supersymmetry, Le Lieu unique, Nantes
- 2014 : C⁴I, Musée d'art contemporain de Montréal, Montréal[2]